# بیل هستینگز (بازیکن فوتبال)
بیل هستینگز (انگلیسی: Bill Hastings؛ زادهٔ ۲۲ اوت ۱۸۸۸) بازیکن فوتبال اهل بریتانیا است.
از باشگاه‌هایی که در آن بازی کرده‌است می‌توان به باشگاه فوتبال واتفورد، باشگاه فوتبال برایتون اند هوو آلبیون، باشگاه فوتبال بیرمنگام سیتی، و باشگاه فوتبال هارتل پول یونایتد اشاره کرد.